# Roca de San Vicente
La Roca de San Vicente es una de las rocas de las festividades del Corpus Christi de la ciudad de Valencia.

## Descripción
La roca tiene unas dimensiones aproximadas de 4'90 metros de alto, 2'40 de ancho y 4'70 de largo.
La roca está ejecutada en madera tallada, policromada y dorada. Las vestimentas de les imágenes están realizadas con la técnica del papelón.
El papelón es una técnica realizada con papel usado. Para ello se realiza una estructura ligera de madera con anclajes para cabeza, piernas y brazos. Se realiza una mezcla de papel usado, agua y pegamento de harina que se hierve y después se prensa, eliminando el exceso de agua. Después se mezcla con cola animal, pasta de almidón y conservantes. Esta mezcla se coloca en un molde de yeso y se presiona, se deja secar y luego se lija para eliminar imperfecciones. Finalmente se estuca y policroma, normalmente primero con técnicas al agua y a continuación al óleo.
La roca está hecha con madera de conífera, concretamente pino. Sin embargo, para los travesaños, traveseras y ruedas es probable que se haya utilizado una madera más resistente, como haya o roble. La estructura del carro se compone de un cuerpo en forma de barco de la época, en el que pueden observarse las cuadernas perimetrales que dan la forma cóncava de las embarcaciones. En la parte posterior hay un pedestal de base cuadrada decorado con hornacinas y decoraciones barrocas. Para el encaje de las piezas se han utilizado clavos de hierro forjado.
Únicamente existen dos elementos textiles en esta roca. En la parte inferior, hay una pieza textil de color rojo que recorre el perímetro de la roca para cubrir y esconder la estructura y los mecanismos de la zona inferior. Esta pieza tiene un embellecedor perimetral dorado. El otro elemento textil se encuentra la figura de Sansón, que lleva una túnica de pelo sintético que le cubre el cuerpo.

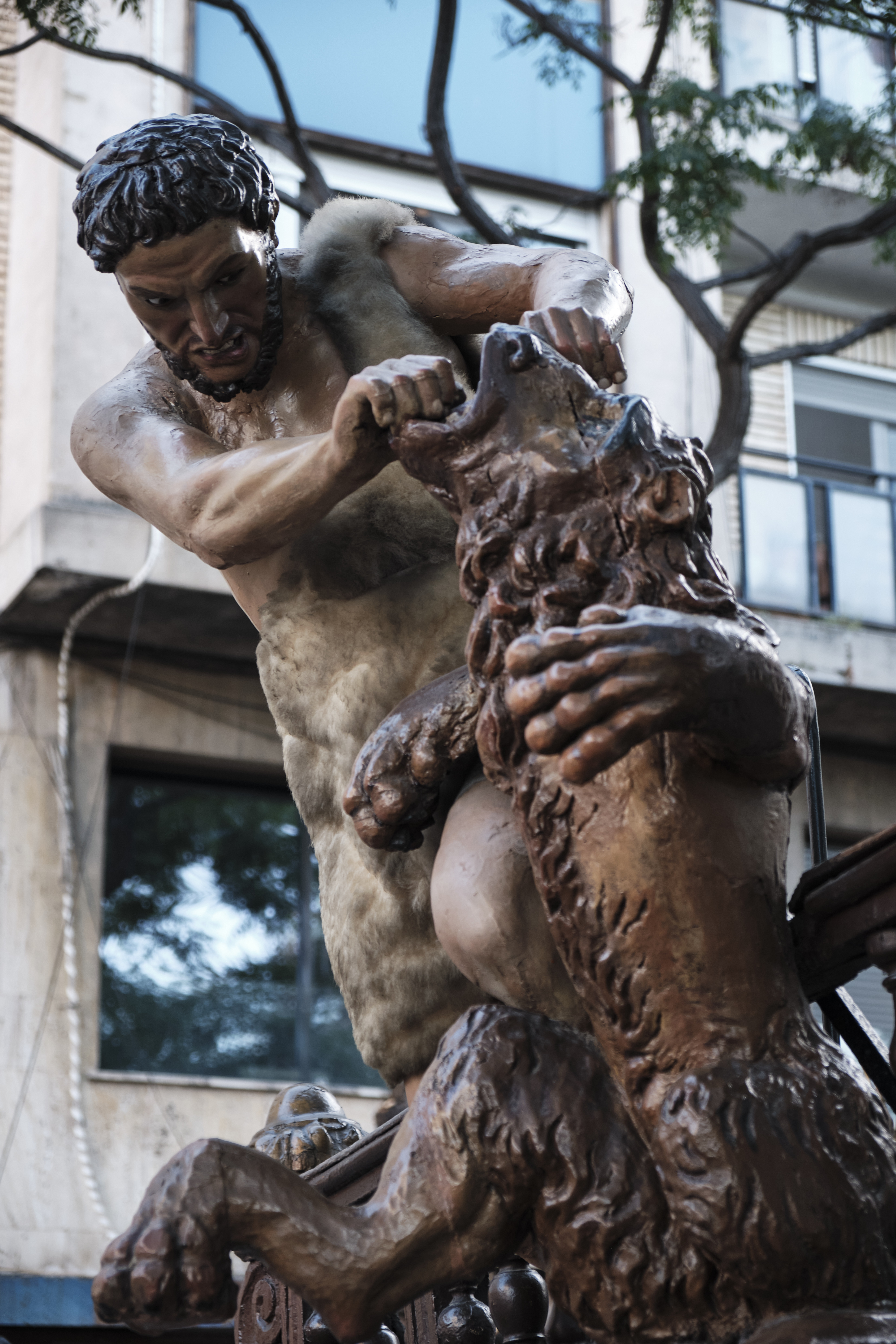
Imagen de Sansón peleando con el león

En esta roca San Vicente Ferrer está representado como un ángel salvador de la ciudad, con la espada flamígera y el escudo de la ciudad. La figura hace referencia a la leyenda de la aparición del santo sobre la Puerta de San Vicente -cerca de la actual plaza de San Agustín- para proteger la ciudad de la peste declarada en Játiva. La figura del santo se levanta sobre un pedestal de base cuadrada, con cuatro hornacinas y conchas, con figuras alegóricas.
En la parte delantera lleva una representación de Sansón desquijarando al león. Esta figura se hizo nueva en 1817.

## Historia
El origen de esta roca presenta dos versions. Una de ellas, recgida sobre la misma roca, es que se construyó el año 1512 y se estuvo dedicada inicialmente a San Vicente Mártir, hasta que en 1665 se cambió la advocación a San Vicente Ferrer. Contradice a esta versión la documentación oficial disponible, ya que en el Manual de Consells consta un acuerdo de 10 de marzo de 1665 que anuncia la construcción de un carro nuevo de San Vicente, que debía ejecutarse según el modelo de los existentes. La financiación de esta nueva roca provindría de la venta de dos rocas viejas. Hacia al 6 de mayo de ese mismo año ya se habrían vendido, al menos en parte.
La roca ha sido restaurada en varias ocasiones. En 1852 la figura de San Vicente Ferrer cayó al girar la esquina de la calle de Serranos, de vuelta de la Procesión; la imagen del santo fue sustituida por una nueva, por lo que al año siguiente ya podía desfilar de nuevo. En 1867, con motivo del segundo centenario de la Virgen de los Desamparados, fue restaurada, pero la riada de 1897 le afectó, de modo que volvió a restaurarse. En 1912 fue acortada en esta altura para poder pasar bajo los cables del tranvía. También fue afectada por la gran riada de 1957, terminándose de restaurar en 1959.
Sobre esta roca se bailaba la Danseta de les Holandeses, símbolo de la extensión europea de las prédicas del santo valenciano.